# Kleine Celebeskoeskoes
De kleine Celebeskoeskoes (Strigocuscus celebensis) is een koeskoes die voorkomt op Sulawesi. Op Sulawesi wordt hij ook wel "temboeng" genoemd.
Hij wordt 300 tot 380 mm lang (staart 310 tot 375 mm) en heeft een achtervoet van 38 tot 45 mm. De kleine Celebeskoeskoes verschilt van de de Pelengkoeskoes (Phalanger pelengensis), in de kenmerken dat hij geen rugstreep heeft, kleiner is en iets bruinachtiger. Deze soort is 's nachts actief, eet vruchten, leeft in bomen en vormt paartjes.
De kleine Celebeskoeskoes heeft de volgende ondersoorten:
- Strigocuscus celebensis celebensis (Zuid- en Midden-Sulawesi en het eiland Muna)
- Strigocuscus celebensis feileri (Noord-Sulawesi)

Strigocuscus sangirensis van de Sangihe-eilanden werd voorheen ook als ondersoort van deze soort gerekend.